# Sphegina albolobata
Sphegina albolobata (лат.) — вид мух-журчалок из подсемейства Eristalinae.

## Распространение
Юго-Восточная Азия: Вьетнам (Cao Bang Province).

## Описание
Мухи средней величины (длина тела 6 мм; длина крыльев 4,9 мм). Основная окраска буровато-чёрная с жёлтыми отметинами. Форма тела стройная с булавовидным стебельчатым брюшком. Отличаются белой субтреугольной долей сзади на стернуме IV самцов; глаз с участком увеличенных фасеток по переднему краю; про- и мезотарзус с 2-5 тарсомерами от тёмно-коричневого до чёрного; мезофемур и голень частично от тёмно-коричневого до чёрного. Голова с сильно вогнутым лицом; щёки линейные; глаза и лицо голые, дихоптические у обоих полов (глаза разделённые лбом); антенны короткие (примерно как лицо) с округлым 3-м члеником; ариста голая или опушенная. Ноги нормальные стройные, кроме задних увеличенных бёдер, с вентроапикальными шиповидными щетинками.

## Классификация и этимология
Вид был впервые описан в 2018 году диптерологами из Финляндии (Heikki Hippa, Zoological Museum, Турку), Голландии (Jeroen van Steenis, Naturalis Biodiversity Center, Лейден) и России (Валерий Мутин, Амурский государственный университет, Комсомольск-на-Амуре). Включён в состав подрода Asiosphegina Stackelberg, 1974, для которого характерна ланцетовидная форма первого стернума и широкий постметакоксальный киль. Вид сходен с таксонами S. licina, S. strigillata. Видовой эпитет происходит от латинского «albolobata», что означает «белая лопасть», относящаяся к белой субтреугольной доле стернума IV.